# Leffe (Lombardia)
Leffe (lombardul: Léf) település Olaszországban, Lombardia régióban, Bergamo megyében. Lakosainak száma 4303 fő (2023. január 1.). Leffe Gandino, Bianzano, Cazzano Sant’Andrea, Cene és Peia községekkel határos.

## Népesség
A település lakossága az elmúlt években az alábbi módon változott:
| Lakosok száma | 4477 | 4463 | 4303 |
|               | 2017 | 2018 | 2023 |